# Marc VI d'Alexandrie
Pour les articles homonymes, voir Marc.

Marc VI d'Alexandrie est un  patriarche melkite d'Alexandrie  de 1459  à 1484